# Szén Károly
Szén Károly (?, 1758 – Kassa, 1803 körül) tisztviselő, kasznár.

## Élete
A Vallásalap türjei birtokán volt kasznár. Öccse Szén Antal volt. Letartóztatták, mert az 1789-ben kitört francia forradalommal rokonszenvező kijelentéseket tett. Börtönben hét évet (1796 – 1802) töltött mindenféle ítélet nélkül. A magyar jakobinusok perében 1791-ben az őt kihallgatóknak beismerte, hogy 1790 telén a pesti színházban meghallgatta August Kotzebue A nap szűze című drámájában az Öljétek meg a papokat, öljétek meg a királyokat! szavakat.